# Passagem para...
Passagem para... foi um programa de televisão brasileiro, exibido entre 2004 e 2009, pelo Canal Futura, em que o jornalista Luís Nachbin mostrava diversos países do mundo, focando nas curiosidades culturais peculiares a cada povo.

## Histórico
Nachbin inovou com o jornalismo "O homem com uma câmera", no estilo do cineasta russo Dziga Vertov, quando o repórter ainda trabalhava para a Rede Globo e abandonou o jornalismo diário para encetar viagens a nações distantes, como Índia, Mongólia e Rússia. Até 2008 Nachbin havia visitado 52 países distintos.

## Formato
O programa apresentava um outro aspecto do país visitado, que é o choque de cultura enfrentado por naturais do lugar, quando vêm ao Brasil: Nachbin localizava estes imigrantes e os entrevistava, mesclando seus depoimentos com a matéria feita no país de origem. Não é, portanto, segundo o próprio Nachbin, um programa de turismo, pois além das paisagens é exibido o contato direto com a população, em situações que somente ocorrem pelo fato de estar sozinho, com uma mochila e uma câmera.
Com duração média de trinta minutos, a cada ano eram produzidos em média trinta episódios, que são apresentados e reprisados pelo próprio canal. Cada matéria era pesquisada e, antes de embarcar para o país visitado, entrevistas e filmagens eram combinadas, embora este roteiro não fosse fixo, mudando de acordo com a realidade encontrada.
Ao final de cada programa, durante os créditos, o repórter narrava algum episódio inusitado ou engraçado que tenha vivido no lugar e que não foi filmado.

## Curiosidades vistas
Dentre os muitos episódios exóticos mostrados, alguns traços culturais distintos chamavam a atenção para as diferenças entre as nacionalidades. Alguns destes:
- Na passagem pela Guiana testemunhou um enterro, em que a partir de certo ponto passou a ser um tipo de carnaval, com uma banda tocando sobre um carro.[5]
- Na Jamaica os músicos locais fizeram para o programa uma trilha sonora própria para servir de fundo à matéria ali gravada.[6]